# Sheryl Johnson
Sheryl Johnson, född den 9 december 1957 i Palo Alto, Kalifornien, är en amerikansk landhockeyspelare.
Hon tog OS-brons i damernas landhockeyturnering i samband med de olympiska landhockeytävlingarna 1984 i Los Angeles.